# Fu Shan Hai
Skibet Fu Shan Hai (kinesisk: 富山海) var et kinesisk bulk carrier skib, som den 31. maj 2003 var involveret i en kollision med det polske containerskib Gdynia nordvest for Bornholm i Østersøen. Senere samme dag sank Fu Shan Hai på 69 meters vanddybde. Derved blev det det største skib, som er sunket i Østersøen. 

## Skibets historie
Fu Shan Hai blev bygget på Jiangnan-værftet i Shanghai, i 1994, og blev drevet af COSCO Bulk Carrier Company, et kinesisk statsejet firma. Skibet var på 38.800 tons og var 225 meter langt og 32,2 meter bredt. Det blev drevet af en Burmeister & Wain dieselmotor på 8.466 kW (11.353 hk) og kunne sejle 14.2 knob (26,3 km/t) med fuld last. Det var udstyret med Tokimec ARPA radar, GPS og VHF radio.

## Kollisionen
Fu Shan Hai var sejlet fra Ventspils i Litauen om eftermiddagen den 30. maj, efter at have taget en ladning på 66.000 tons gødning om bord. Kl. 11:45 den næste dag sejlede skibet lige nord for Bornholm i klart vejr, da man visuelt og med radar observerede et andet skib, Gdynia, på kollisionskurs i en afstand af 7 sømil (13 km). Gdynia, som var et containerskib på 3.930 tons drevet af Euroafrica Shipping Lines i Polen, men indregistreret i Limassol på Cypern, var afsejlet fra Gdynia i Polen sent den 30. maj på vej mod Hull i England. Kl. 12:00 var Gdynia i en afstand af 4 sømil og reducerede hastigheden og kl. 12:09 ændrede det kurs til styrbord for at passere agten om Fu Shan Hai. Faktisk var skibene nu på kollisionskurs. Kl. 12:10 afgav kaptajnen på Fu Shan Hai flere korte stød i skibets fløjte som en advarsel. Der var intet svar, så skibet stoppede sine motorer i et forsøg på at undgå en kollision, men ændrede ikke kurs. Kl. 12:18, på positionen 55°20.8′N 014°44.26′E, ramte Gdynia Fu Shan Hai på bagbordssiden og drev sin stævn ind imellem skibets lastrum nr. 1 og 2. Efter kollisionen søgte Fu Shan Hai ind mod lavere vand, men kunne ikke styre. Efterhånden som vandet løb ind i skibet, begyndte stævnen af synke. Kl. 12:37 sendte Fu Shan Hai mayday på kanal 16, og redningsbådene blev sænket ned og gjort klar. Skibet blev forladt kl. 13:50, og sank endelig kl. 20:49. Gdynia vendte tilbage til havn med skader på stævnen. Der var ingen tilskadekomne.

## Undersøgelsen
Begivenheden blev undersøgt af de danske maritime myndigheder, og man bemærkede, at andenstyrmanden, som havde kommandoen over Gdynia, undlod at tage passende forholdsregler for at undgå en kollision. Kaptajnen på Fu Shan Hai blev også kritiseret for ikke at have slået bak på sine maskiner. Ingen af skibene brugte deres VHF radioer for at meddele deres intentioner. Ved en retssag i Rønne blev det afgjort, at Gdynia var eneansvarlig for kollisionen, og ejerne blev dømt til at betale en erstatning på i alt 107 millioner svenske kroner.

## Oprydning
Først mere end 10 år efter ulykken, i august 2013, påbegyndte Søværnet en operation for at tømme skibet for de ca. 300 tons svær fuelolie, det medførte som drivmiddel til sin dieselmotor. Denne olie er så tyktflydende, at den ikke umiddelbart slipper ud af skibets tanke, før disse til sidst nedbrydes af korrosion. For at kunne pumpe olien op til overfladen, er det nødvendigt først at pumpe damp ind i tankene, så olien opvarmes så meget, at den bliver mere tyndtflydende. Alle Søværnets 4 største miljøskibe medvirkede ved operationen: A561 Gunnar Seidenfaden, A560 Gunnar Thorson, A562 Mette-Miljø og A563 Marie-Miljø. Operationen var beregnet til at vare ca. 3 uger.

## Eksterne links
- Fu Shan Hai Arkiveret 11. november 2013 hos  Wayback Machine - vragguiden.dk
- Fu Shan Hai – Bornholms Zenobia Arkiveret 4. marts 2016 hos  Wayback Machine - dyk.dk
- Fu Shan Hai - Ti år efter - forsvaret.dk
- Fu Shan Hai Arkiveret 5. marts 2016 hos  Wayback Machine -smo-pixel.dk
- Casualty Report Arkiveret 5. marts 2016 hos  Wayback Machine  Arkiveret 4. marts 2016 hos  Wayback Machine - Søfartsstyrelsen
- The analysis of possibilities how the collision between m/v 'Gdynia' and m/v 'Fu Shan Hai' could have been avoided (Webside ikke længere tilgængelig) - transnav2007.am.gdynia.pl
- Vraget af Fu Shan Hai er tømt for olie Arkiveret 14. september 2013 hos  Wayback Machine - Maritime Danmark
- fushanhai.bromley.dk Arkiveret 24. marts 2018 hos  Wayback Machine

55°20′23″N 14°45′16″Ø / 55.3398°N 14.7545°Ø